# تیلیتو
تیلیتو (به ایتالیایی: Tiglieto) یک کومونه در ایتالیا است که در استان جنوا واقع شده‌است. تیلیتو ۲۴٫۵ کیلومتر مربع مساحت و ۵۷۳ نفر جمعیت دارد و ۵۰۰ متر بالاتر از سطح دریا واقع شده‌است.